# Paula Abdul
Paula Julie Abdul (San Fernando, 19 juni 1962) is een Amerikaanse zangeres, choreograaf, danseres en televisiepersoonlijkheid.

## Biografie
Abduls moeder is een Canadees-joodse met Franse en Oost-Europese roots en haar vader is van oorsprong een Syrische Sefardische jood die opgroeide in Brazilië.
Toen ze als klein kind de filmklassieker Singin' in the Rain met Gene Kelly zag, besloot ze om danseres te worden. Ze begon op haar achtste met danslessen en bleek een natuurtalent te zijn. Ze volgde de Van Nuys High School waar ze cheerleader werd en speelde er op de fluit in de band.
Paula Abdul ging vervolgens naar California State University - Northridge, maar vertrok er weer toen haar danscarrière in de lift zat.
Abdul was van 1992 tot 1994 getrouwd met Emilio Estevez. In 1996 hertrouwde ze met kledingfabrikant Brad Beckerman, van wie zij in 1999 weer scheidde. Ze heeft geen kinderen.
Op 24 maart 2005 werd Abdul veroordeeld tot twee jaar voorwaardelijk voor doorrijden na een aanrijding in Encino. Ze beweerde niet gemerkt te hebben dat ze met haar Mercedes een ander voertuig had geraakt.

### Choreografie- en danscarrière
Abduls eerste werk als choreografe was voor de in 1984 uitgebrachte videoclip van de single Torture van The Jacksons. Haar grote doorbraak kwam toen ze de choreografie verzorgde voor de videoclips van Janet Jackson in de jaren 80. Ze maakte ook choreografieën voor muziekvideo's van o.a. Duran Duran, Prince, Jermaine Jackson, Kool & the Gang, The Pointer Sisters, Steve Winwood, Luther Vandross, INXS, Debbie Gibson, ZZ Top, George Michael en Dolly Parton.
Ze choreografeerde en verscheen tegelijk in de video's van Toto Till The End en Michael Jacksons Liberian Girl.
Abdul choreografeerde tevens de podiumoptredens van Suzanne Somers en Toni Basil.
Abdul verzorgde ook de choreografie in de films Coming to America, American Beauty en Jerry Maguire.
Abdul ontving twee Emmy Awards voor choreografie: in 1989 voor haar werk in The Tracey Ullman Show en in 1990 voor The 17th Annual American Music Awards.
In een reclamespotje voor Diet Coke in 1990 danste Abdul, via beelden van de klassieke film Anchors Aweigh met haar jeugd-inspiratiebron Gene Kelly.

### Zangcarrière
Na lange tijd achter de schermen te hebben gewerkt en choreografieën gemaakt te hebben voor grote sterren zoals Janet Jackson, dacht ze "ik kan dat ook allemaal". Ze begon te werken aan haar eerste album. Zo deed ze aan een soort van ruilhandel: in ruil voor het choreograferen van een video van Prince, vroeg ze hem een nummer te schrijven genaamd U. Hij was niet de enige die op deze vraag in ging.
Haar eerste nummer, Knocked Out, was geen groot succes. De schrijvers/producers van het nummer vertelden haar ook dat ze het waarschijnlijk niet zou maken omdat ze geen al te sterke stem heeft. Abdul gaf niet op en ze besloten niet lang achter de eerste single een tweede nummer uit te brengen, (It's Just) The Way That You Love Me. Dit nummer sloeg ook niet direct aan. Ze gaven niet veel later Straight Up uit. Onverwacht bereikte dit nummer al snel de top van de Billboard 100.
In 1988 bracht Abdul haar debuutalbum Forever Your Girl uit, en werd meteen een grote ster. Het album bevatte diverse grote hits, waaronder: Forever Your Girl en Opposites Attract en natuurlijk de top 5 hit Straight Up. Er werd ook een remixalbum uitgebracht onder de naam Shut Up And Dance. De video voor Opposites Attract bevatte een animatie van een kat genaamd MC Skat Kat. Deze kat bracht vanwege het grote succes van Abdul later dat jaar zelf een album uit.
Haar tweede album, Spellbound uit 1991 wordt vaak verzwegen, omdat iedereen aannam dat een tweede album na haar eerste grote succes wel minder succesvol zou moeten zijn. Het album bevatte echter enkele grote hits, waaronder Rush, Rush en Vibeology. De single Rush, Rush verbaasde vele fans en critici niet alleen vanwege de sobere productie en de teksten, maar ook vanwege het feit dat het een ballad was. Veel critici beschouwden Abdul namelijk als een dans-artiest met beperkte vocale capaciteiten, die het alleen moest hebben van haar mooie videoclips met visueel aantrekkelijke choreografieën. Hoewel het album Spellbound ook enkele dansbare nummers bevat, staat er ook een aantal nummers (waaronder Rush, Rush en Alright Tonight) waarmee Abdul aantoonde dat ze gegroeid was, zowel als artieste als als zangeres. Ook interessant is het funky nummer U dat geschreven werd door Prince.
In deze tijd kampte Abdul met haar gewicht. Ze leed aan boulimia en nam enige tijd rust.
In 1995 bracht ze haar vierde album Head Over Heels uit. Dit album bracht enkele bescheiden hits op, waaronder My Love Is For Real. Deze single is uniek omdat de mengeling van rhythm-and-blues en traditionele Midden-Oosterse instrumenten en de begeleidende videoclip, geïnspireerd op de film Lawrence of Arabia alle facetten had van een hit. Het werd echter een bescheiden succesje.
In de videoclip van de opvolger Crazy Cool komt ze meer seksueel naar voren door het berijden van een mechanische stier en door het schenken van bier over haar T-shirt en borsten. Het album bracht veel minder op dan voorgaande albums, en het leek vooral aan haar nieuwe imago te liggen. Maar het kwam wellicht ook door de vrij lange pauze van vier jaar die er lag tussen Spellbound en Head Over Heels.
Abdul heeft nooit een echte carrière als actrice gehad. In 1978 verscheen ze als Sherri in een low-budget musical film getiteld Junior High School. In een poging om haar acteercarrière te doen herleven nam ze enkele rollen aan, om te beginnen in de televisiefilm Touched by Evil in 1997. Haar optreden, als slachtoffer van een verkrachting door haar vriend, werd door zowel fans als critici verworpen. Een optreden in een andere televisiefilm, The Waiting Game uit 1988, werd ook niet bewonderd.
In 2000 werd een verzamelalbum onder de titel Greatest Hits uitgebracht. Er stonden vooral hitsingles van haar drie voorgaande albums op, alsook enkele andere tracks. Het nummer Bend Time Back Round was alleen eerder uitgebracht op het soundtrackalbum van de televisieserie Beverly Hills, 90210 in 1993.
Abdul schreef mee aan het nummer Spinning Around voor Kylie Minogue in 2000.
In 2005 werkte Abdul aan haar album, getiteld Paula Ticks Of Love.

## American Idol (2002 - heden)
In 2002 werd Abdul een van de drie juryleden van American Idol, de Amerikaanse versie van Idols. Abdul werd gewaardeerd als een sympathiek en bewogen jurylid, vooral vergeleken met jurylid Simon Cowell, die vaak bot is in zijn bewoordingen richting optredens van de deelnemers. Abdul werd hierna vaker gezien bij award-shows en kreeg een baan bij het televisieprogramma Entertainment Tonight.

### Abdul en Cowell
Abdul heeft ooit overwogen om met de show te stoppen toen zij zich realiseerde dat Cowells harde kritiek helemaal niet goed aankwam bij de kandidaten. De grote verschillen tussen Abdul en Cowell zorgen vaak voor felle discussies tijdens de show tussen de twee. Toch zegt Cowell dat hij een grote rol heeft gespeeld in het overtuigen van Abdul om niet te stoppen. Het eerste seizoen en een deel van het tweede seizoen konden Abdul en Cowell elkaar echt niet uitstaan. Later realiseerde Cowell zich dat Abdul een belangrijk deel is van de show en sindsdien ziet hij haar als een vriendin. Ze hebben nog altijd zeer uiteenlopende meningen, maar gaan zichtbaar beter met elkaar om en er wordt vaak gevraagd naar hun haat-liefdeverhouding in interviews. Zelf zegt Abdul dat het een van de vreemdste relaties is die ze ooit heeft gehad.
In 2011 werd Abdul door Simon Cowell gevraagd voor de grootste talentenshow in Amerika: X factor USA. Abdul was een jurylid samen met Simon Cowell, Cheryl Cole, L.A. Reid en Nicole Sherzinger tijdens het eerste seizoen van de talentenshow. Ze was mentor van de groepen-categorie. Cowell mikte op 20 miljoen kijkers, maar kreeg er slechts 12. Hierdoor werd de show als een halve mislukking gezien en werden twee juryleden ontslagen, waaronder Abdul. Cowell vertelde later in interviews dat hij haar nog steeds als een vriendin ziet en, als het aan hem lag, dat hij haar als jurylid wilde behouden.
Paula Abdul en Simon Cowell hebben in de finale van het tweede seizoen van American Idol een skit opgenomen, waarin ze elkaar de liefde verklaren en dit ook bezegelen met een zoen. De skit eindigt met Cowell die wakker wordt en blij was dat dit maar een nachtmerrie was. Er wordt vaak gezegd dat de interactie tussen de juryleden en presentator Ryan Seacrest een belangrijk onderdeel is van de grote aantrekkingskracht van American Idol.
Cowell heeft Abdul in 2006 uitgenodigd om als gast-jurylid samen met hem, Sharon Osbourne en Louis Walsh het derde seizoen van de Britse X-Factor te komen beoordelen in de auditierondes. Abdul was aanwezig bij de auditie van Leona Lewis, de uiteindelijke winnaar van de X-Factor.
Ook heeft Cowell een minuscule rol in de videoclip van Abduls Dance like there's no tomorrow, wat hij, naar eigen zeggen, 7 jaar geleden nooit zou hebben gedaan.

## Comeback in de muziek (2008 - heden)
Abdul en Randy Jackson werken nu 7 jaar samen bij American Idol en hadden het vaak over een nieuwe single voor Abdul. Jackson, zelf een platenproducer, had begin dit jaar  een lied gevonden dat hij bij Abdul vond passen: Dance like there's no tomorrow.
Fox, de zender van American Idol, maakte op 14 januari 2008 bekend dat in het voorprogramma van de Super Bowl Abduls nieuwe single Dance like there's no tomorrow zou worden uitgezonden. Er is een videoclip bij deze single opgenomen, waar de cast van American Idol ook in voorkomt. Jackson is met een gitaar te zien tijdens de clip en Simon Cowell en Ryan Seacrest komen samen met Abdul en Jackson in beeld op het einde. Deze videoclip werd voor het eerst officieel uitgezonden tijdens de liveshow van American Idol op 21 februari 2008. De meningen over haar comeback zijn verdeeld, maar de single heeft Abdul voor het eerst in 12 jaar weer in de Billboard's Hot 100 gebracht.
In 2019 liep haar show Paula Abdul: Forever Your Girl in Las Vegas.
Paula Abdul verscheen gede-aged in de film Chip 'n Dale: Rescue Rangers samen met MC Skat Kat uit de videoclip van het nummer "Opposites Attract". Ook sprak Abdul de stem in van een 3-D Reporter.

## Discografie
| Album met eventuele hitnotering(en) in de Nederlandse Album Top 100 | Datum van verschijnen | Datum van binnenkomst | Hoogste positie | Aantal weken | Opmerkingen |
| ------------------------------------------------------------------- | --------------------- | --------------------- | --------------- | ------------ | ----------- |
| Forever Your Girl                                                   | 1988                  | 1-4-1989              | 23              | 36           |             |
| Shut Up And Dance                                                   | 1990                  | 19-5-1990             | 31              | 9            |             |
| Spellbound                                                          | 1991                  | 1-6-1991              | 42              | 19           |             |
| Head Over Heels                                                     | 1995                  | 1-7-1995              | 49              | 9            |             |
| Greatest Hits                                                       | 2000                  |                       |                 |              |             |
| Abdulmatic                                                          | 2008                  |                       |                 |              |             |

| Single met eventuele hitnotering(en) in de Nederlandse Top 40 | Datum van verschijnen | Datum van binnenkomst | Hoogste positie | Aantal weken | Opmerkingen                                                               |
| ------------------------------------------------------------- | --------------------- | --------------------- | --------------- | ------------ | ------------------------------------------------------------------------- |
| Straight Up                                                   | 1989                  | 11-3-1989             | 3               | 12           | #2 in de Nationale Hitparade Top 100 / TROS Paradeplaat Radio 3           |
| Forever Your Girl                                             | 1989                  | 20-5-1989             | 13              | 7            | #13 in de Nationale Hitparade Top 100                                     |
| Opposites Attract                                             | 1990                  | 17-2-1990             | 4               | 10           | #2 in de Nationale Top 100 / Veronica Alarmschijf Radio 3 / Met Wild Pair |
| Rush Rush                                                     | 1991                  | 22-6-1991             | 9               | 10           | #13 in de Nationale Top 100                                               |
| The Promise Of A New Day                                      | 1991                  | 7-9-1991              | tip             |              | #39 in de Nationale Top 100                                               |
| Vibeology                                                     | 1992                  | 18-1-1992             | 13              | 5            | #20 in de Nationale Top 100 / NCRV Favorietschijf Radio 3                 |
| My Love Is For Real                                           | 1995                  | 24-6-1995             | tip             |              | met Ofra Haza                                                             |

| Single met hitnotering(en) in de Vlaamse Ultratop 50 | Datum van verschijnen | Datum van binnenkomst | Hoogste positie | Aantal weken | Opmerkingen |
| ---------------------------------------------------- | --------------------- | --------------------- | --------------- | ------------ | ----------- |
| Straight Up                                          | 1989                  | 25-3-1989             | 5               | 11           |             |
| Forever Your Girl                                    | 1989                  | 3-6-1989              | 17              | 8            |             |
| Opposites Attract                                    | 1990                  | 24-2-1990             | 4               | 14           |             |
| Rush Rush                                            | 1991                  | 22-6-1991             | 12              | 12           |             |
| Vibeology                                            | 1992                  | 8-2-1992              | 30              | 7            |             |

- Bibsys: 8038561
- Bibliothèque nationale de France: cb139218271 (data)
- Gemeinsame Normdatei: 134598539
- International Standard Name Identifier: 0000 0000 7839 7272
- Library of Congress Control Number: no91012658
- MusicBrainz: 275d1fca-22e8-46b9-85e6-c3523098a599
- Nationale Bibliotheek van Tsjechië: xx0010683
- Nationale bibliotheek van Australië: 35645086
- Nationale Bibliotheek van Israël: 987007404804805171
- Nationale Bibliotheek van Polen: a0000002772835
- Nationale en Universitaire bibliotheek Zagreb: 000065257
- Nederlandse Thesaurus van Auteursnamen: 074262483
- SNAC: w6cz7hjx
- Système universitaire de documentation: 086173308
- Trove: 1025247
- Virtual International Authority File: 85370288
- WorldCat: E39PBJxRC3PyByqVd9r9gcHXBP